# China Eastern Airlines
China Eastern Airlines (кит. 中国东方航空股份有限公司) — крупная китайская авиакомпания со штаб-квартирой в Шанхае. Она обслуживает международные, внутренние и местные направления. Основные аэропорты авиакомпании — аэропорт Хунцяо и международный аэропорт Пудун. Входит в международный альянс SkyTeam.

## История
Авиакомпания была образована 25 июня 1988 года на базе Восточнокитайского (Хуадунского) регионального управления Главного управления гражданской авиации Китая.
В 1997 году China Eastern Airlines перешёл контроль над убыточной авиакомпанией China General Aviation, одновременно компания стала первым авиаперевозчиком в стране, чьими акциями осуществлялась торговля на мировых фондовых рынках.
В 1998 году был основан грузоперевозчик China Cargo Airlines — совместное предприятие с China Ocean Shipping. В 2001 году China Eastern Airlines приобрела авиакомпанию Air Great Wall, а в 2002 году было поглощено ещё два крупных местных авиаперевозчика — China Yunnan Airlines и China Northwest Airlines.
Правительству Китая принадлежит 61,64 % акций China Eastern Airlines, остальные ценные бумаги торгуются на фондовых рынках. В январе 2005 года в компании работало 16 435 человек.
20 апреля 2006 года в СМИ появились сообщения, что китайское правительство может продать до 20 % акций из собственного пакета ряду иностранных инвесторов, среди которых назывались авиакомпании Singapore Airlines, Emirates Airline и Japan Airlines. Singapore Airlines подтвердила факт переговоров.
В 2024 году в авиакомпанию поступили первые лайнеры C919 китайского производства, началась эксплуатация на внутренних рейсах. China Eastern Airlines первая получила отечественный самолёт для коммерческой эксплуатации, в честь этого на фюзеляж первого лайнера нанесли надпись — «Самый первый в Мире C919» (англ. The World's First C919).

## Финансовые показатели
В 2008—2009 финансовом году компания получила чистый убыток в размере 15,3 млрд юаней ($2,2 млрд). Колоссальные потери объясняются невыгодно заключёнными хеджинговыми контрактами на поставку авиационного керосина в условиях сильных колебаний цен на рынке топлива, а также падением пассажиропотока.

## Маршрутная сеть
Китайские восточные авиалинии имеют сильное присутствие на маршрутах в Азии, Европе, Северной Америке и Австралии. В 2004 году авиакомпания закрыла нерентабельный маршрут Шанхай — Брюссель — Мадрид. Тем не менее, в этом же году был открыт новый маршрут Шанхай — Мельбурн. В 2007 году Китайские восточные авиалинии начали обслуживать свой первый африканский рейс, в Йоханнесбург (через Мале). Также в 2007 году начал функционировать рейс в Нью-Йорк из Шанхая, этот рейс стал самым длинным безостановочным маршрутом авиакомпании. 22 ноября Китайские восточные авиалинии открыли сезонный рейс Шанхай — Брисбен два раза в неделю.
Китайские восточные авиалинии планируют добавить 2 частоты на маршруте Шанхай-Лос-Анджелес с июня 2008. Согласно другим источникам добавятся дополнительные частоты в Лондон, Нью-Йорк и Ванкувер.
Китайские восточные авиалинии планируют заказать более 40 Airbus A320. При этом не планируется заказывать Airbus A380, так как международные рейсы убыточны, особенно новый маршрут Шанхай-Нью-Йорк.
Китайские восточные авиалинии планируют открыть рейс в Алжир из Шанхая через Париж в августе 2008 года, на этом маршруте будет использоваться Airbus A340-600.

## Флот
В июле 2021 года флот China Eastern Airlines состоял из 590 самолетов, средний возраст которых 7,7 лет:

## Инциденты
- 15 августа 1989 года из-за отказа второго двигателя при взлёте разбился самолёт Y-7 (рег. номер B-3417), выполнявший рейс из Шанхая в Наньчан. Погибли 34 человека из 40 находившихся на борту.
- 6 апреля 1993 года с MD-11 авиакомпании China Eastern Airlines произошёл серьёзный инцидент. Один из членов экипажа случайно выпустил предкрылки. Самолёт попал в трудное пространственное положение. Погибли 2 человека, 156 человек получили ранения различной степени тяжести[9].

- 26 октября 1993 года при заходе на посадку в аэропорту Фучжоу разбился McDonnell-Douglas MD-82 (рег. номер B-2103), выполнявший рейс 5398 из Шэньчжэня в Фучжоу. Погибло 2 человека из 80 пассажиров и членов экипажа.
- 10 сентября 1998 года McDonnell-Douglas MD-11 (рег. номер B-2173), летевший рейсом 586 из Шанхая в Пекин потерпел аварию в шанхайском аэропорту Хунцяо из-за отказа носового шасси. Никто не пострадал.
- 21 ноября 2004 года через минуту после взлёта из аэропорта Баотоу Эрлибань разбился Bombardier CRJ-200 (рег. номер B-3072), выполнявший рейс 5210 в Шанхай. Погибли все 53 человека, находившихся на борту.
- 7 апреля 2005 года Airbus A340-300 авиакомпании China Eastern (рег. номер B-2383) при взлёте из Хитроу (Лондон, Великобритания) задел хвостом ВПП. Экипаж самолёта принял решение продолжить полёт в Шанхай.
- 13 мая 2006 года у Airbus A340-600 (рег. номер B-6055), выполнявшего рейс 5042 из Сеула в Шанхай, при посадке в международном аэропорту Пудун лопнули покрышки шасси. Никто из пассажиров не пострадал[10][11].
- 21 марта 2022 года. Авиалайнер Boeing 737-89P авиакомпании China Eastern Airlines, выполнявший плановый рейс MU5735 по маршруту Гуанчжоу—Куньмин, потерпел крушение в горах близ уезда Тэнсянь в Гуанси-Чжуанский автономном районе. Погибли все 132 человека, находившиеся на борту[12][13].